# Altenmedingen
Altenmedingen är en kommun och ort i Landkreis Uelzen i förbundslandet Niedersachsen i Tyskland.
Kommunen ingår i kommunalförbundet Samtgemeinde Bevensen-Ebstorf tillsammans med ytterligare 13 kommuner.